# Gorm den Gamle
 Denne artikel bør gennemlæses af en person med fagkendskab for at sikre den faglige korrekthed.

 Der er flere personer med dette navn, se Gorm den Gamle (flertydig).
Gorm den Gamle (ukendt fødselsår og fødested) var en dansk konge, der regerede fra før år 936 til sin død omkring 958, eller få år senere i enten 963 eller 964, hvorefter han måske blev gravlagt i Jelling, hvorfra han, i hvert fald for en periode, regerede. Han rejste den mindste af Jellingstenene efter sin hustru Thyra.
Der er ikke fundet spor af eller nogen kilder om noget kongesæde i Jelling før efterfølgeren Harald Blåtand. Om Gorm kom fra Jylland eller andetsteds i Danmark diskuteres derfor fortsat. Han har muligvis ikke været konge over hele Danmark, men i hvert fald indikerer flere kilder, at det var ham, som havde generobret Hedeby i 936.[kilde mangler] Han nævnes således i senere, danske kilder og på nedennævnte samtidige runesten.

## Ophav
Gorm skulle være søn af Hardeknud. Krønikeskriveren Adam af Bremen beskriver, at Hardegon (muligvis identisk med Hardeknud) kom fra Northmannia til Danmark, hvor han tog magten i starten af 900-tallet ved at afsætte den unge kong Sigtryg, der regerede over det vestlige Danmark. Da Hardeknud døde overtog Gorm tronen.[kilde mangler]
Snorres Heimskringla fra første halvdel af det 13. århundrede beskriver, at Gorm erobrede i hvert fald dele af kongeriget fra Gnupa, og Adam af Bremen foreslår, at kongeriget var blevet delt inden Gorm fik magten. Han bliver nævnt første gang som vært for ærkebiskop Unni (de) af Hamborg og Bremen i 936. På den store af Jellingstenene står, at Gorms søn, Harald Blåtand "vandt sig hele Danmark og Norge og gjorde danerne kristne", og det diskuteres derfor, om Gorm kun var konge over Jylland.

## Skriftlige kilder
Der findes bevaret et antal nogenlunde samtidige (fra Gorms tid eller en eller to generationer efter denne) inskriptioner af forskellig art, der på hver deres måde refererer til Gorm. Her gengives de vigtigste, skønt der muligvis er yderligere et par indskrifter, der også refererer til Gorm.
Teksten på Den lille Jellingsten lyder:
- kurmr kunukr karthi kubl thusi aft thurui kunu sina tanmarkar but (på nudansk: Gorm konge gjorde kumler disse efter Thorvi [Thyra], kone sin, Danmarks bod)

Gorm omtales også på Den store Jellingsten, hvor der står:
- Haraltr kunukr bath kaurua kubl thausi aft kurm fathur sin auk aft thaurui muthur sina sa haraltr ias sar uan tanmaurk ala auk nuruiak auk tani karthi kristna (på nudansk: Harald konge bød gøre kumler disse efter Gorm fader sin og efter Thorvi [Thyra] moder sin, den Harald som sig vandt Danmark al og Norge, og danerne gjorde kristne)

Endvidere omtales Gorm på den ene af runestenene i Sønder Vissing, hvor hans svigerdatter Tove har ladet følgende tekst indhugge:
- Tōfa lēt gørva kumbl, Mistivis dōttiR, øft mōður sīna, kona Hara[l]ds hins gōða, Gōrms sonaR (på nudansk: Tove, Mistivis datter, Harald den Godes, Gorms søns kone, lod gøre kuml efter sin mor)

Såfremt den Gorm, der er nævnt på Haddeby-stenen 4, skulle være en reference til Gorm den Gamle, rejser det spørgsmålet om, hvorvidt og på hvilken måde Gorm var relateret til Gnupa/Knud, Asfrid og Sigtryg.
Ifølge visse andre skriftlige kilder blev Gorm oprindeligt begravet på hedensk vis i en høj i Jelling. Den sydlige høj i Jelling bærer navnet 'Gorms Høj', men senere udgravninger har blandt nogle givet anledning til formodninger om, at der er tale om at Nordhøjen (Thyras Høj) i Jelling var Gorms egentlige gravsted. Efter arkæologiske udgravninger i Jelling Kirke i 1970'erne fremkom den teori, at Gorm senere fik en kristen genbegravelse i kirken på foranledning af sønnen Harald, der muligvis var inspireret af, at den tyske kejser Otto 1. fik sin far gravlagt i en kirke.
Gorm den Gamle omtales af Snorri Sturluson, Saxo og Adam af Bremen. Disse værker er dog alle skrevet mindst 100 år efter Gorms død, så deres oplysninger må behandles med betydelig forsigtighed. Saxo beskriver ham "selv om en stor mand at se til, så svarede det indvortes dog kun slet til det udvortes". 1100-tals historikeren Sven Aggesen kalder Gorm for "Gorm den Løghe" (= dvaske), fordi han angiveligt hengav sig til nydelser og svir. Holberg kalder i sin Dannemark Riges Historie (1732-35) kongen "Gorm den Grumme".

## Skelettet i Jelling Kirke
Træ fra gravkammeret i Nordhøjen er dateret dendrokronologisk og viste sig at være fældet sent på året 958. Det er af en del blevet tolket som, at Gorm er blevet begravet det år.
Et ufuldstændigt skelet i 73 dele af en mand, der ud fra forskellige undersøgelser er blevet udpeget som de mulige eller sandsynlige levninger af Gorm, blev opdaget under kirkegulvet i Jelling Kirke i 1978. I gravkammeret fandt man videre hundredvis af tynde guldtråde, der nok har været vævet ind i tæpper eller den afdødes tøj. To sølvbeslag fra et bælte lå tæt ved den døde, udsmykket med dyre- og fuglehoveder, der er typiske for 900-årene. Stilen er den samme som på bægeret og fuglefigurerne fra den tømte grav i Nordhøjen, hvor dyrehovederne i udsmykningen har en karakteristisk krølle over snuden.
Personen i kammergraven i Jelling Kirke blev mellem 35 og 50 år; havde været omkring 170 centimeter høj (hvilket var højt for hans tid), og led af slidgigt i ryggen. Han var ikke særlig muskuløs. I nakken var der en påfaldende udvækst fra hans kranium. Skelettets DNA er aldrig blevet undersøgt; og da hans grav har ligget under vand meget af tiden, og hans knogler er meget medtagede, er det sandsynligvis heller ikke muligt. Dertil er han efterhånden blevet begravet tre gange (hvis der er tale om Gorms skelet), så det er også et spørgsmål om gravfred.
Skelettet vendte tilbage til kammergraven efter 23 år på Nationalmuseet. Officielt fejrede Danmark årtusindskiftet i Jelling 3. december 2000. Da blev kirken genåbnet efter en omfattende nyudsmykning med dronning Margrethe og statsminister Poul Nyrup Rasmussen til stede. Der var lagt nyt gulv i rød, svensk granit med indlagt sort dekoration, og en sølvstribe hvor kammergraven, og dermed muligvis Gorm den Gamle, ligger.

## Hans regeringstid
- 934: Danskerne betalte skat til den tyske konge, Henrik 1.
- 936: Gorm afslog ifølge Adam af Bremens skrift biskop Unnis anmodning om tilladelse til kristen mission.
- 948: Ærkebiskop Adaldag af Hamborg-Bremen indviede biskopper til Slesvig, Ribe og Århus.[11]
- 963: Sønnen Harald optræder for første gang som konge i de skriftlige kilder.

## Efterkommere
- Harald Blåtand - efterfulgte Gorm som konge.

- Ifølge Saxo og sagaerne havde Gorm ved siden af Harald Blåtand også en ældre søn (og fra 947 tillige medkonge) ved navn Knud Dane-Ást, som blev dræbt under et togt til Irland i 962.[12]

- Sandsynligvis endnu en søn, Toke, der faldt i slaget på Fyrisvoldene syd for Uppsala (986), og som er omtalt på flere runestene.[13] På den ene runesten (DR 295) ved Hällestad kirke i Skåne står: "Åskeld satte denne sten til minde om Toke, Gorms søn, den hulde drot. Han flygtede ikke ved Uppsala. Kæmper satte til minde om broren stenen på bakken, styrket af runer. De gik Gorms Toke nærmest." [14] En anden runesten (DR 296) samme sted skriver: "Åsgot rejste denne sten efter Ärre, sin bror. Og han var Tokes hirdmand. Nu skal stenen stå på højen." [15] Års-stenen har påskriften "Asser satte denne sten efter sin herre Val-Toke." Den sten har også været sat i forbindelse med Toke Gormsen.[16] Toke var kortvarigt konge af Danmark i 986 efter sin bror Harald.

- Gunnhild Kongemor var ifølge Historia Norvegiæ datter af Thyra og Gorm (hvorimod Heimskringla beskriver hendes herkomst som norsk).